# Liste der Bodendenkmale in Groß Pankow (Prignitz)
In der Liste der Bodendenkmale in Groß Pankow (Prignitz) sind alle Bodendenkmale der brandenburgischen Gemeinde Groß Pankow (Prignitz) und ihrer Ortsteile aufgelistet. Grundlage ist die Veröffentlichung der Landesdenkmalliste mit dem Stand vom 31. Dezember 2020.
Die Baudenkmale sind in der Liste der Baudenkmale in Groß Pankow (Prignitz) aufgeführt.

## Bodendenkmale
| Gemarkung                | Flur    | Kurzansprache | Bodendenkmalnummer | Bemerkung                                                                         | Bild           |
| ------------------------ | ------- | --- | ------------------ | --------------------------------------------------------------------------------- | -------------- |
| Baek, Strigleben (Lage)  | 4, 4    | Kirche deutsches Mittelalter, Kirche Neuzeit, Dorfkern Neuzeit, Dorfkern deutsches Mittelalter                   | 111653             |                                                                                   |                |
| Gulow (Lage)             | 2, 3, 4 | Dorfkern deutsches Mittelalter, Dorfkern Neuzeit                                                                 | 111654             |                                                                                   |                |
| Gulow, Steinberg (Lage)  | 3, 3    | Dorfkern Neuzeit, Dorfkern deutsches Mittelalter                                                                 | 111655             |                                                                                   |                |
| Helle (Lage)             | 2       | Dorfkern deutsches Mittelalter, Dorfkern Neuzeit                                                                 | 111640             |                                                                                   |                |
| Helle, Wolfshagen (Lage) | 3, 4, 4 | Siedlung Bronzezeit, Grab Bronzezeit, Burgwall slawisches Mittelalter, Hügelgrab Bronzezeit, Burgwall Bronzezeit | 111687             |                                                                                   |                |
| Guhlsdorf (Lage)         | 3, 4    | Dorfkern deutsches Mittelalter, Dorfkern Neuzeit                                                                 | 111675             |                                                                                   |                |
| Kuhbier (Lage)           | 5       | Hügelgrab Bronzezeit                                                                                             | 111650             |                                                                                   |                |
| Kuhsdorf (Lage)          | 1, 2    | Dorfkern deutsches Mittelalter, Dorfkern Neuzeit                                                                 | 111649             |                                                                                   |                |
| Kuhsdorf (Lage)          | 1, 2    | Siedlung Bronzezeit                                                                                              | 111651             |                                                                                   |                |
| Klein Linde (Lage)       | 2       | Dorfkern deutsches Mittelalter, Dorfkern Neuzeit, Siedlung Ur- und Frühgeschichte                                | 111645             |                                                                                   |                |
| Kreuzburg (Lage)         | 2       | Dorfkern deutsches Mittelalter, Dorfkern Neuzeit                                                                 | 111643             |                                                                                   |                |
| Retzin (Lage)            | 1, 2    | Dorfkern Neuzeit, Dorfkern deutsches Mittelalter                                                                 | 111671             |                                                                                   |                |
| Seddin (Lage)            | 2       | Dorfkern deutsches Mittelalter, Dorfkern Neuzeit                                                                 | 111642             |                                                                                   |                |
| Seddin (Lage)            | 3       | Hügelgrab Bronzezeit                                                                                             | 111689             | das sog. „Königsgrab von Seddin“, befindet sich ca. 2 km südwestlich der Ortslage | weitere Bilder |
| Hohenvier (Lage)         | 1, 2    | Dorfkern Neuzeit, Siedlung Bronzezeit, Dorfkern deutsches Mittelalter                                            | 111660             |                                                                                   |                |
| Tangendorf (Lage)        | 2       | Dorfkern deutsches Mittelalter, Dorfkern Neuzeit                                                                 | 111661             |                                                                                   |                |